# Rickard Sandberg (forskare)
Rickard Sandberg, född 1977, är en svensk professor i molekylär genetik vid Karolinska Institutet. Han är medlem i Nobelförsamlingen vid Karolinska Institutet. 
Sandberg doktorerade vid Karolinska Instututet 2004 med en avhandling om analyser av genomik och genuttryck. Han fortsatte som postdoktorand vid Massachusetts Institute of Technology från 2005 och som forskarassistent vid Karolinska Institutet mellan 2008 och 2013. Han utnämndes där till docent 2013 och sedan 2015 till professor. Han är medförfattare till en artikel om genreglering i Nature som citerats över 4 000 gånger och även medförfattare till över 100 ytterligare vetenskapliga artiklar som har citerats totalt över 20 000 gånger med ett h-index (2021) på 74.

## Utmärkelser
- 2012 - EMBO young investigator.[8]
- 2012 - Sven och Ebba-Christina Hagbers pris.[8]
- 2014 - Anders Jahres medicinska pris.[8]
- 2015 - Vallee Scholar.[8]
- 2017 - Göran Gustafssonpriset i molekylär biologi för "sina innovativa studier av genuttryck i enskilda celler."[9]
- 2019 - Invald i EMBO.